# Triggerfish Animation Studios
A Triggerfish Animation Studios vagy Triggerfish egy számítógép-animációs filmstúdió fokvárosi székhellyel. A stúdió legismertebb munkája a 2012-ben bemutatott Zambézia című animációs film.

## Története
A Triggerfish Animation Studios 1996-ban alakult, majd számos dél-afrikai reklámfilm elkészítésében vett részt. 2006-ban irányt váltottak a mozifilmek felé és elkészült első animációs filmjük, a Zambézia. A film 2008-ban készült és 2012-ben mutatták be. A Khumba 2012-ben készült, bemutatójának dátuma 2013. október 25. A stúdió ezt követően harmadik animációs filmjén, a Sea Monster-en dolgozik.

## Filmjei és sorozatai
- Kiya és a szuperhősök (2023)
- A rettenthetetlen Fóka csapat (2021)
- Khumba (2013)
- Zambézia (2012)

## Díjak, elismerések
A Zambézia elismeréseként a stúdió számos díjat nyert: legjobb dél-afrikai film (Durban International Film Festival 2012), legjobb animációs film (South African Film and Television Awards 2012), legjobb animációs film (South African Film and Television Awards 2013), legjobb animációs film (Africa Movie Academy Awards 2013), legjobb gyermekfilm (Anima Mundi 2013).